# Anomiopus puncticollis
Anomiopus puncticollis là một loài bọ cánh cứng trong họ Bọ hung (Scarabaeidae).